# A magyar labdarúgó-válogatott mérkőzései 1975-ben
A magyar labdarúgó-válogatottnak 1975-ben tíz találkozója volt. Folytatódott a kapitánycsere, Moór Ede betegsége miatt egy mérkőzésen Szőcs János majd a további találkozókon Baróti Lajos irányított. Az Európa-bajnoki selejtezőkön kívül két mérkőzést játszott a csapat, az olimpiai selejtezőben Bulgária ellen, (az előző négy olimpián a magyar csapat két aranyérmet, egy ezüstöt és egy bronz érmet nyert), most a selejtezőben kiesett.
Az Irán elleni meccsen debütált a húszéves Nyilasi Tibor, aki az év végén Luxemburg ellen öt gólt szerzett.
Szövetségi kapitányok:
- Moór Ede     492–493.
- Szőcs János  494.
- Baróti Lajos 495–501.

## Eredmények
492. mérkőzés
| 1975. március 26. |

| Franciaország          | 2–0             | Magyarország |
| ---------------------- | --------------- | ------------ |
| Michel 57' Parizon 63' | (0–0) Részletek |              |

| Parc des Princes, Párizs Nézőszám: 25 000 Játékvezető: Klaus Ohmsen (FRG) |

493. mérkőzés – Eb-selejtező
| 1975. április 2. |

| Ausztria | 0–0       | Magyarország |
| -------- | --------- | ------------ |
|          | Részletek |              |

| Práter stadion, Bécs Nézőszám: 75 000 Játékvezető: John Keith Taylor (ENG) |

494. mérkőzés – Eb-selejtező
| 1975. április 16. |

| Magyarország    | 1–2             | Wales                   |
| --------------- | --------------- | ----------------------- |
| Branikovits 77' | (0–1) Részletek | Toshack 45' Mahoney 70' |

| Népstadion, Budapest Nézőszám: 25 000 Játékvezető: Pablo Sánchez Ibáñez (ESP) |

495. mérkőzés – olimpiai selejtező
| 1975. május 7. |

| Magyarország                     | 2–0             | Bulgária |
| -------------------------------- | --------------- | -------- |
| Fazekas 25' (11-esből) Kozma 62' | (1–0) Részletek |          |

| Népstadion, Budapest Nézőszám: 20 000 Játékvezető: Wolfgang Riedel (GER) |

496. mérkőzés – olimpiai selejtező
| 1975. június 7. |

| Bulgária                                          | 4–0             | Magyarország |
| ------------------------------------------------- | --------------- | ------------ |
| Kolev 44' Panov 47' (11-esből) 52' Zseljazkov 89' | (1–0) Részletek |              |

| Vaszil Levszki-stadion, Szófia Nézőszám: 25 000 Játékvezető: Zdeněk Jelínek (TCH) |

497. mérkőzés
| 1975. augusztus 10. |

| Irán         | 1–2             | Magyarország           |
| ------------ | --------------- | ---------------------- |
| Mazloumi 44' | (1–1) Részletek | Várady 28' Nagy L. 53' |

| Teherán Nézőszám: 38 000 Játékvezető: Abbas Moghaddaszadeh (IRN) |

498. mérkőzés – Eb-selejtező
| 1975. szeptember 24. |

| Magyarország           | 2–1             | Ausztria              |
| ---------------------- | --------------- | --------------------- |
| Nyilasi 4' Pusztai 35' | (2–1) Részletek | Krankl 17' (11-esből) |

| Népstadion, Budapest Nézőszám: 35 000 Játékvezető: René Vigliani (FRA) |

499. mérkőzés
| 1975. október 8. |

| Lengyelország                           | 4–2             | Magyarország            |
| --------------------------------------- | --------------- | ----------------------- |
| Kmiecik 12' Kasperczak 18' Marx 33' 78' | (3–1) Részletek | Nagy L. 10' Pusztai 90' |

| Łódź Nézőszám: 20 000 Játékvezető: Miroslav Kopal (TCH) |

500. mérkőzés
| 1975. október 15. |

| Csehszlovákia | 1–1             | Magyarország |
| ------------- | --------------- | ------------ |
| Nehoda 59'    | (0–0) Részletek | Várady 52'   |

| Tehelny pole, Pozsony Nézőszám: 35 000 Játékvezető: Jerzy Świstek (POL) |

501. mérkőzés – Eb-selejtező
| 1975. október 19. |

| Magyarország                                                 | 8–1             | Luxemburg   |
| ------------------------------------------------------------ | --------------- | ----------- |
| Pintér 13' Nyilasi 21' 32' 44' 57' 67' Wollek 78' Várady 88' | (4–0) Részletek | Dussier 83' |

| Rohonci út, Szombathely Nézőszám: 10 000 Játékvezető: Nikola Dudin (BUL) |